# Irene Sabadini
Irene Maria Sabadini () é uma matemática italiana especializada em análise complexa, análise hipercomplexa e análise de superoscilações. É professora de matemática no Politecnico di Milano.

## Formação
Sabadini obteve um doutorado na Universidade de Milão em 1996, com a tese Toward a Theory of Quaternionic Hyperfunctions, orientada por Daniele C. Struppa.

## Livros
Sabadini é autora de diversos livros de matemática, incluindo:
- Analysis of Dirac systems and computational algebra (com Colombo, Sommen e Struppa, Birkhäuser 2004)[3]
- Noncommutative functional calculus: Theory and applications of slice hyperholomorphic functions (with Colombo and Struppa, Birkhäuser/Springer, 2011)[4]
- Entire slice regular functions (with Colombo and Struppa, Springer, 2016)[5]
- Slice hyperholomorphic Schur analysis (with Alpay and Colombo, Birkhäuser/Springer, 2016)[6]
- The mathematics of superoscillations (with Aharonov, Colombo, Struppa, and Tollaksen, American Mathematical Society, 2017)[7]
- Quaternionic approximation: With application to slice regular functions (with Gal, Birkhäuser/Springer, 2019)[8]
- Quaternionic de Branges spaces and characteristic operator function (Springer, 2020)
- Michele Sce's works in hypercomplex analysis: A translation with commentaries (with Colombo and Struppa, Birkhäuser/Springer, 2020)